# Playa de la Hita
La playa de la Hita es uno de los espacios abiertos e islas del Mar Menor y se encuentra en los municipios de Los Alcázares y San Javier, en la Región de Murcia, a la orilla del Mar Menor.
Esta playa se encuentra declarada como zona protegida ZEPIM al disponer de diversos hábitats naturales de gran valor para las aves migratorias. La playa está ocupada por un carrizal (Phragmites australis) a lo largo de casi toda su longitud lo que permite la existencia de diversos humedales en los que anidan aves como las cigüeñuelas, el charrancito, el carricero común o la garza real. Entre su flora se encuentra la lechuga de mar (Limonium cossonianum) que elimina el exceso de sal por sus hojas y le proporciona un aspecto blanquecino.
Tiene una extensión de 28 ha y está formada por arena y saladar y carrizal, aunque este último casi ha duplicado su tamaño en los recientes veinte años, con la pérdida de un tercio del carrizal, debido al aporte de agua dulce en un nivel de superficie y por una capa bajo la misma.
Se puede acceder a la playa desde el paseo marítimo de Los Alcázares desde Los Narejos, a continuación de la playa de las salinas, o bien por un desvío de la carretera N-332 hacia el campamento Mar Menor cuya playa es su límite norte. 
Debido a la protección que tiene se le puede considerar una de las pocas playas salvajes existentes en el Mar Menor.